# Skarphéðinn Guðmundsson
Skarphéðinn Guðmundsson (ur. 7 kwietnia 1930 w Siglufjörður, zm. 20 stycznia 2003 w Hrafnista) – islandzki skoczek narciarski, olimpijczyk ze Squaw Valley.

## Życiorys
Urodził się 7 kwietnia 1930 jako trzecie z czwórki dzieci Gudmundura Skarphéðinssona i Ebby Guðrún Brynhildur Flóventsdóttir. Obydwoje zmarli w młodym wieku, kiedy Skarphéðinn był jeszcze małym dzieckiem (ojciec zmarł w 1932, a matka w 1935). Miał jeszcze troje rodzeństwa, którymi byli: Ari, Birgir i Brynhildur.
W 1951 wziął ślub z Esther Önnu Jóhannsdóttur. Mieli siedmioro dzieci.
W latach 1948–1964 startował w wielu lokalnych zawodach. Był wielokrotnym mistrzem Islandii w skokach narciarskich; tytuły zdobywał w latach: 1953, 1958, 1960, 1962 i 1963.
W 1960 wziął udział w zimowych igrzyskach olimpijskich. Był jedynym reprezentantem kraju w skokach na tych igrzyskach i zarazem ostatnim islandzkim skoczkiem, który wystąpił na zimowych igrzyskach olimpijskich. W jednym z treningów uzyskał odległość 80 metrów, który do 2020 roku był rekordem Islandii w długości skoku narciarskiego mężczyzn. W konkursie głównym oddał jednak dwa skoki na odległość 64 metrów, które uplasowały go na 43. miejscu; wyprzedził tylko Aloisa Mosera i Kjella Sjöberga.
Pracował w wielu islandzkich spółdzielniach, w latach 60. i na początku lat 70. był przewodniczącym jednej z nich. Od 1974 do maja 1993 pracował w Banku Narodowym Islandii. Był także przewodniczącym Islandzkiego Związku Narciarskiego. Zmarł 20 stycznia 2003 po długiej chorobie. Jego ceremonia pogrzebowa odbyła się 30 stycznia 2003 w godzinach popołudniowych.

### Igrzyska olimpijskie
| Igrzyska           | Data           | Skocznia | Konkurs | Skok 1    | Skok 1 | Skok 2    | Skok 2 | Nota łączna | Miejsce | Strata | Zwycięzca        | Źródło |
| Igrzyska           | Data           | Skocznia | Konkurs | Odległość | Nota   | Odległość | Nota   | Nota łączna | Miejsce | Strata | Zwycięzca        | Źródło |
| ------------------ | -------------- | -------- | ------- | --------- | ------ | --------- | ------ | ----------- | ------- | ------ | ---------------- | ------ |
| 1960, Squaw Valley | 28 lutego 1960 | normalna | ind.    | 64,0      | 73,0   | 64,0      | 82,7   | 155,7       | 43.     | 71,5   | Helmut Recknagel | [ 4 ]  |